# Medaille für Treue
Die Medaille der Treue italienisch Medaglia Fidelitati, auch Medaille Pius IX. oder Papstmedaille, war eine Auszeichnung im Kirchenstaat. Stifter war der Papst Pius IX.

## Hintergrund
Die Medaille „Fidelitati“ wurde nach 1849 von Pius (Giovanni Maria Mastai-Ferretti), insbesondere für die französischen Truppen gestiftet, die ihm während seines Exils in Gaeta treu geblieben waren und ihm die Rückkehr nach Rom ermöglichten.

„Medaglia ‚Fidelitati‘ per i rimasti Fedeli a Pio IX durante l’esilio a Gaeta“

Kurz nach seiner Rückkehr stiftete der Papst in Rom diese Medaille. Sie wurde an alle Personen verliehen „die von ihren zivilen oder militärischen Verpflichtungen demissioniert haben, um nicht der durch die republikanische Regierung von 1849 erfolgten Verpflichtung Folge leisten zu müssen.“ Sie wurde zudem an Zivil- und Militärangehörigen verliehen, die Pius IX. ins Exil gefolgt waren. Die Auszeichnung sollte Personen ehren, die dem Heiligen Stuhl und seinen geweihten Personen Treue erwiesen haben.

## Ordensdekoration
Die Ordensdekoration gab es in den vier Stufen: Gold, vergoldetes Silber, Silber und Bronze. Der Durchmesser betrug etwa 31,8–32,0 mm.
- Vorderseite: Ein Lorbeerkranz umgibt das Bildnis der gekreuzten Binde- und Löseschlüssel unterhalb einer Tiara. Am Rand befindet sich die umlaufende Medaillendevise: SEDES APOSTOLICA ROMANA
- Rückseite: Sie enthält einzig die Inschrift FIDELITATI, die so viel wie „den Treuen“ bedeutet.

Ordensband und Trageweise
- Das Ordensband war gelb .[3]
- Die Auszeichnung wurde auf der linken Brustseite getragen.